# Pityopsis ruthii
Pityopsis ruthii là một loài thực vật có hoa trong họ Cúc. Loài này được (Small) Small miêu tả khoa học đầu tiên năm 1933.